# Czakó Janek
Czakó „Janek” János (Pécs, 1981. október 25. –) ralinavigátor.

## Versenyzőtársai
- Ifj. Ranga László
- Szabó László
- Ollé Sándor

## Eredmények
- 2004-től rali első osztályban Ifj. Ranga László navigátora.
- 2004-ben N/2 kategória 3. hely
- 2005-ben N/2 kategória 2. hely
- 2006-ban S1600 kategória 4. hely
- 2007:
  - Eger rally: Szabó László, EVO8: Kiestek 6. helyről
  - Baranya Kupa (r2) N/1 1. hely (sofőrként)
  - Mecsek rally (r2) N/1 3. hely, Suzuki kupa 1. hely (sofőrként)
  - Nyírád rally (r2) Eran Friedman, EVO9 F csop. 3. hely
  - Waldviertel rally (A): Szabó László, VFTS kiesés
  - Rally Opatija (HR): Ollé Sanyi, Ignis A/6 1. hely
- 2008: Már Ollé Sándorral
  - Országos ralibajnokság S1600 kategória 2. hely
- 2009: Ollé Sándorral
  - Országos ralibajnokság S1600 kategória és "A" csoport 1. hely